# 南紐波特 (喬治亞州)
南紐波特（英語：South Newport）是位於美國喬治亞州麥金托什縣的一個非建制地區。該地的面積和人口皆未知。

## 地理
南紐波特的座標為31°38′06″N 81°23′46″W / 31.63500°N 81.39611°W，而該地的平均海拔高度為6米（即20英尺）。